# Vouillé (Vienne)
Vouillé é uma comuna francesa na região administrativa da Nova Aquitânia, no departamento de Vienne. Estende-se por uma área de 33,95 km². Em 2010 a comuna tinha 3 762 habitantes (densidade: 110,8 hab./km²).